# Bivacco Giuseppe Lampugnani
Il Bivacco Giuseppe Lampugnani - Giancarlo Grassi o Bivacco Eccles è un bivacco sito nel comune di Courmayeur, nel massiccio del Monte Bianco, a 3860 m s.l.m.

## Storia
Realizzato nel 1939, venne spazzato via da una valanga nel 1952 e successivamente ricostruito nel 1958 in posizione più sicura.
Nel 2011 è stato sostituito con un bivacco nuovo in posizione ancora più sicura e stabile, mentre il vecchio bivacco è entrato a far parte dell'allestimento museale del forte di Bard. È proprietà del gruppo occidentale del Club Alpino Accademico Italiano.

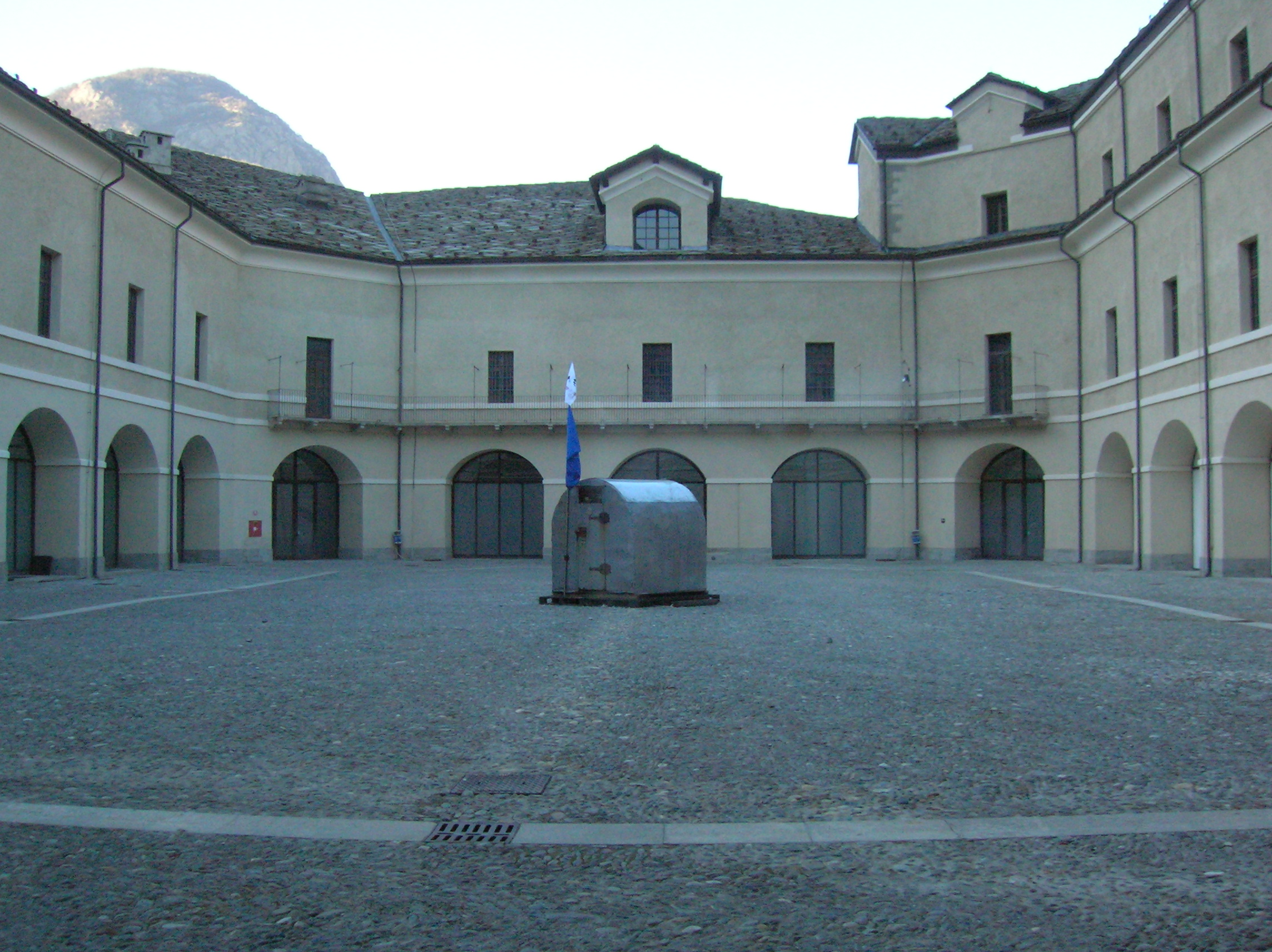
L'ex bivacco, sostituito nel 2011, è oggi conservato presso il forte di Bard.

## Caratteristiche e informazioni
È situato sulla spalla sud-ovest del Pic Eccles. Intitolato agli alpinisti Giuseppe Lampugnani e Gian Carlo Grassi dal CAAI, viene anche nominato "bivacco Eccles" per la vicinanza all'omonimo picco. È una struttura a botte alta m. 2 al colmo, è provvisto di coperte e materassini e può ospitare al massimo 9 persone. Non dispone di acqua corrente ed illuminazione.

## Accessi
L'accesso avviene dal rifugio Monzino (2580 m) in circa 5 ore.

## Ascensioni
Il bivacco è il punto di partenza per le salite al Monte Bianco per le creste del Brouillard, del Freney e dell'Innominata.